# Ectoedemia agrimoniae
Ectoedemia agrimoniae is een vlinder uit de familie van de dwergmineermotten (Nepticulidae). De wetenschappelijke naam werd gepubliceerd in 1858 door Heinrich Frey.
De soort komt voor in Europa.